# Arnbjørn Hansen
Pour les articles homonymes, voir Hansen.
Arnbjørn Theodor Hansen, né le 27 février 1986 à Eiði aux îles Féroé, est un footballeur international féroïen, qui évolue au poste d'attaquant.

## Biographie

### Carrière internationale
Arnbjørn Hansen compte 18 sélections et 3 buts avec l'équipe des Îles Féroé depuis 2006.
Il est convoqué pour la première fois par le sélectionneur national Jógvan Martin Olsen pour un match des éliminatoires de l'Euro 2008 face à la Lituanie le 7 octobre 2006. Le 9 septembre 2009, il marque son premier but en équipe des Îles Féroé lors du match des éliminatoires de la Coupe du monde 2010 face à la Lituanie.

## Palmarès

### En club
- EB/Streymur :
  - Champion des îles Féroé en 2008 et 2012
  - Vainqueur de la Supercoupe des îles Féroé en 2007, 2008, 2010 et 2011
  - Vainqueur de la Supercoupe des îles Féroé en 2011, 2012 et 2013

### Récompenses
- Meilleur buteur du Championnat des îles Féroé en 2008 (20 buts) et 2010 (22 buts)

## Statistiques

### Statistiques en club
| Saison                | Club                  | Championnat           | Championnat | Championnat | Coupe(s) nationale(s) | Coupe(s) nationale(s) | Compétition(s) continentale(s) | Compétition(s) continentale(s) | Compétition(s) continentale(s) | Îles Féroé | Îles Féroé | Total | Total |
| Saison                | Club                  | Division              | M.          | B.          | M.                    | B.                    | Comp.                          | M.                             | B.                             | M.         | B.         | M.    | B.    |
| 2004                  | EB/Streymur           | Effodeildin           | 1           | 0           | -                     | -                     | -                              | -                              | -                              | -          | -          | 1     | 0     |
| 2005                  | EB/Streymur           | Effodeildin           | 2           | 0           | -                     | -                     | -                              | -                              | -                              | -          | -          | 2     | 0     |
| 2006                  | EB/Streymur           | Effodeildin           | 24          | 11          | 4                     | 3                     | -                              | -                              | -                              | 1          | 0          | 29    | 14    |
| 2007                  | EB/Streymur           | Effodeildin           | 16          | 14          | 4                     | 1                     | -                              | -                              | -                              | -          | -          | 20    | 15    |
| 2008                  | EB/Streymur           | Effodeildin           | 26          | 20          | 5                     | 3                     | C3                             | 2                              | 0                              | 4          | 0          | 37    | 23    |
| 2009                  | EB/Streymur           | Effodeildin           | 27          | 17          | 4                     | 3                     | C1                             | 2                              | 0                              | 2          | 1          | 35    | 21    |
| 2010                  | EB/Streymur           | Effodeildin           | 27          | 22          | 5                     | 3                     | C3                             | 2                              | 0                              | 2          | 0          | 36    | 25    |
| 2011                  | EB/Streymur           | Effodeildin           | 23          | 14          | 4                     | 4                     | C3                             | 2                              | 1                              | 2          | 1          | 31    | 20    |
| 2012                  | EB/Streymur           | Effodeildin           | 23          | 16          | 4                     | 4                     | C3                             | 2                              | 0                              | 2          | 1          | 31    | 21    |
| 2013                  | EB/Streymur           | Effodeildin           | 11          | 5           | 3                     | 1                     | C1                             | 4                              | 2                              | 2          | 0          | 20    | 8     |
| Total sur la carrière | Total sur la carrière | Total sur la carrière | 180         | 119         | 33                    | 22                    | -                              | 14                             | 3                              | 15         | 3          | 242   | 147   |

### Buts en sélection
Le tableau suivant liste les résultats de tous les buts inscrits par Arnbjørn Hansen avec l'équipe des Îles Féroé.